# Rivière Korak
Der Rivière Korak ist ein ca. 111 km langer Zufluss der Hudson Bay in der Verwaltungsregion Nord-du-Québec der kanadischen Provinz Québec.

## Flusslauf
Der Rivière Korak hat seinen Ursprung in einem 230 m hoch gelegenen namenlosen See, 100 km ostnordöstlich von Akulivik. Der Rivière Korak fließt in überwiegend südwestlicher Richtung durch die Tundra-Landschaft des Kanadischen Schildes. In dem vom Rivière Korak durchflossenen Gebiet streichen zahlreiche niedrige Höhenkämme in SW-NO-Richtung. Bei den Flusskilometern 40 und 17 durchschneidet er diese und bildet dabei jeweils eine größere S-förmige Flussschlinge. Der Rivière Korak mündet schließlich in die Korak Bay (oder Baie Korak). Der Rivière Korak entwässert ein Gebiet von 943 km². Das Einzugsgebiet grenzt im Norden an das des Rivière Iktotat, der etwa 10 km weiter nördlich annähernd parallel verläuft. Im Süden grenzt es an das Einzugsgebiet des Rivière Sorehead.